# ارول چارلز
ارول چارلز (انگلیسی: Errol Charles؛ زادهٔ ۱۰ دسامبر ۱۹۴۲) سیاست‌مدار اهل سنت لوسیا است. وی از ۱۱ نوامبر ۲۰۲۱  به عنوان فرماندار کل این کشور خدمت می‌کند.